# アリアン2
アリアン2はアリアンロケットの2番目のモデルである。

## 技術
アリアン2の開発は本質的にはアリアン1の第一段と第2段エンジンの燃料をUDMHからUH 25に変更することによって推力を増強したものである。同様に第3段の拡張と新型の先端がダブルコーンのペイロードフェアリングにした。その結果、全高は49m、離陸時の重量は219tになった。
アリアン2のペイロードは静止軌道に2175kgでアリアン1よりも325kg増えた。
アリアン3は本質的にはアリアン2に固体燃料ロケットを追加したものである。

## 打ち上げ
全部で6機が打ち上げられた。最初の打ち上げは1986年5月30日だった。アリアン3と打ち上げの順番が逆でアリアン3の初打ち上げの2年後に最初の打ち上げが行われた。初号機は打ち上げに失敗した。残りの5機は成功した。

## 打ち上げ履歴
| 打ち上げ番号 | 日時UTC        | シリアル番号 | ペイロード2                  | 重量      | 打ち上げ | 軌道1                       | 備考             |
| ------------ | -------------- | ------------ | ---------------------------- | --------- | -------- | --------------------------- | ---------------- |
| 1            | 1986年5月30日  | V18          | Intelsat V-A F 14 (通信衛星) | 約2000 kg | ELA 1    | 大西洋に墜落(予定では: GTO) | 失敗 第3段が原因 |
| 2            | 1987年11月20日 | V20          | TV-SAT 1 (放送衛星)          | 2077 kg   | ELA 2    | GTO                         | 成功             |
| 3            | 1988年5月17日  | V23          | Intelsat V-A F 13 (通信衛星) | 約2000 kg | ELA 1    | GTO                         | 成功             |
| 4            | 1988年10月27日 | V26          | TDF 1 (放送衛星)             | 2130 kg   | ELA 1    | GTO                         | 成功             |
| 5            | 1989年1月26日  | V28          | Intelsat V-A F 15 (通信衛星) | 約2000 kg | ELA 1    | GTO                         | 成功             |
| 6            | 1989年4月1日   | V30          | TELE-X (放送衛星)            | 2140 kg   | ELA 1    | GTO                         | 成功             |